# Mortes em fevereiro de 2013
Mortes em 2013: ← Janeiro – Fevereiro – Março – Abril – Maio – Junho – Julho – Agosto – Setembro – Outubro – Novembro – Dezembro →
Esta é uma relação de pessoas notáveis que morreram durante o mês de fevereiro de 2013, listando nome, nacionalidade, ocupação e ano de nascimento. 

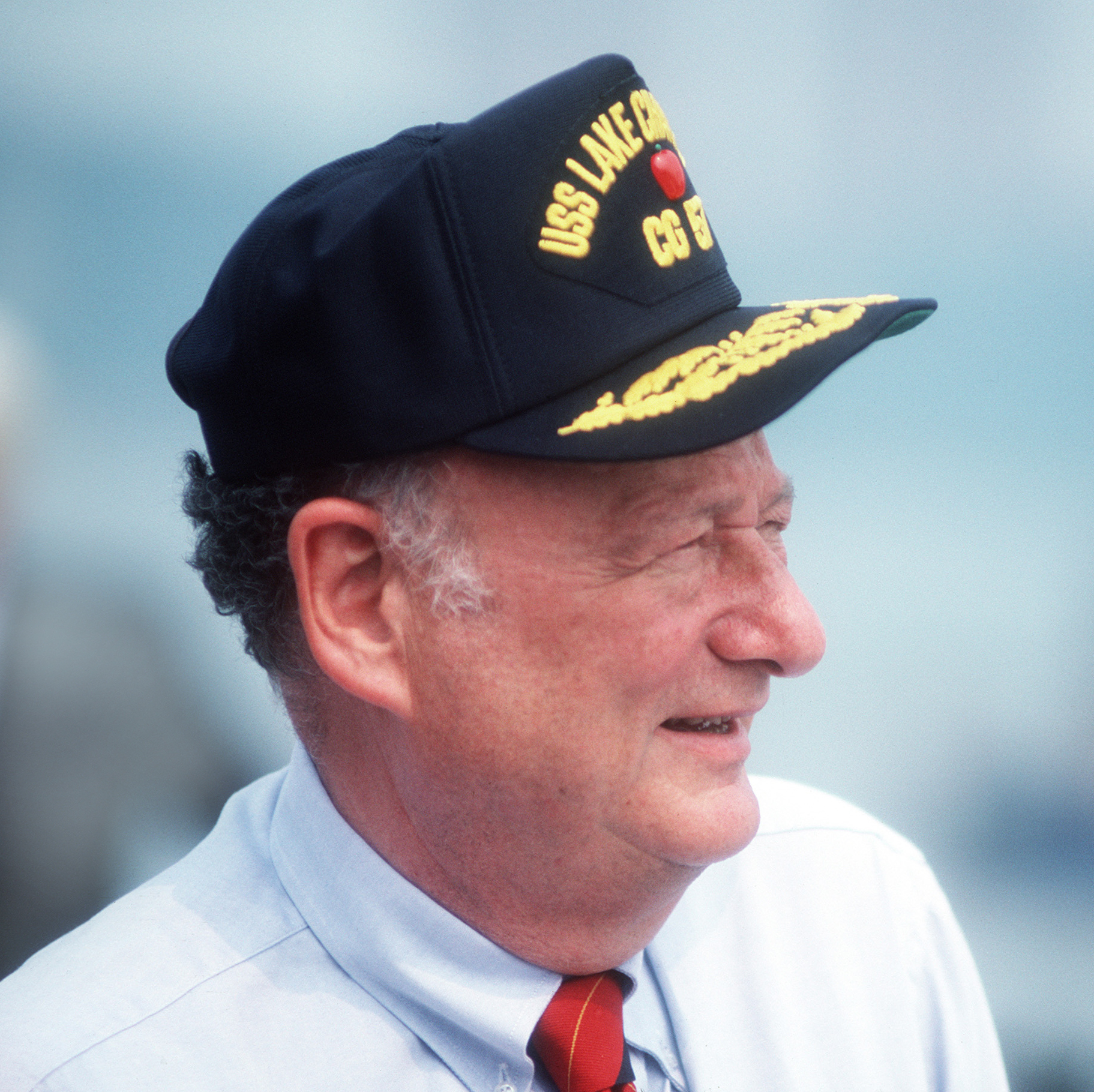
Ed Koch, político estadunidense.

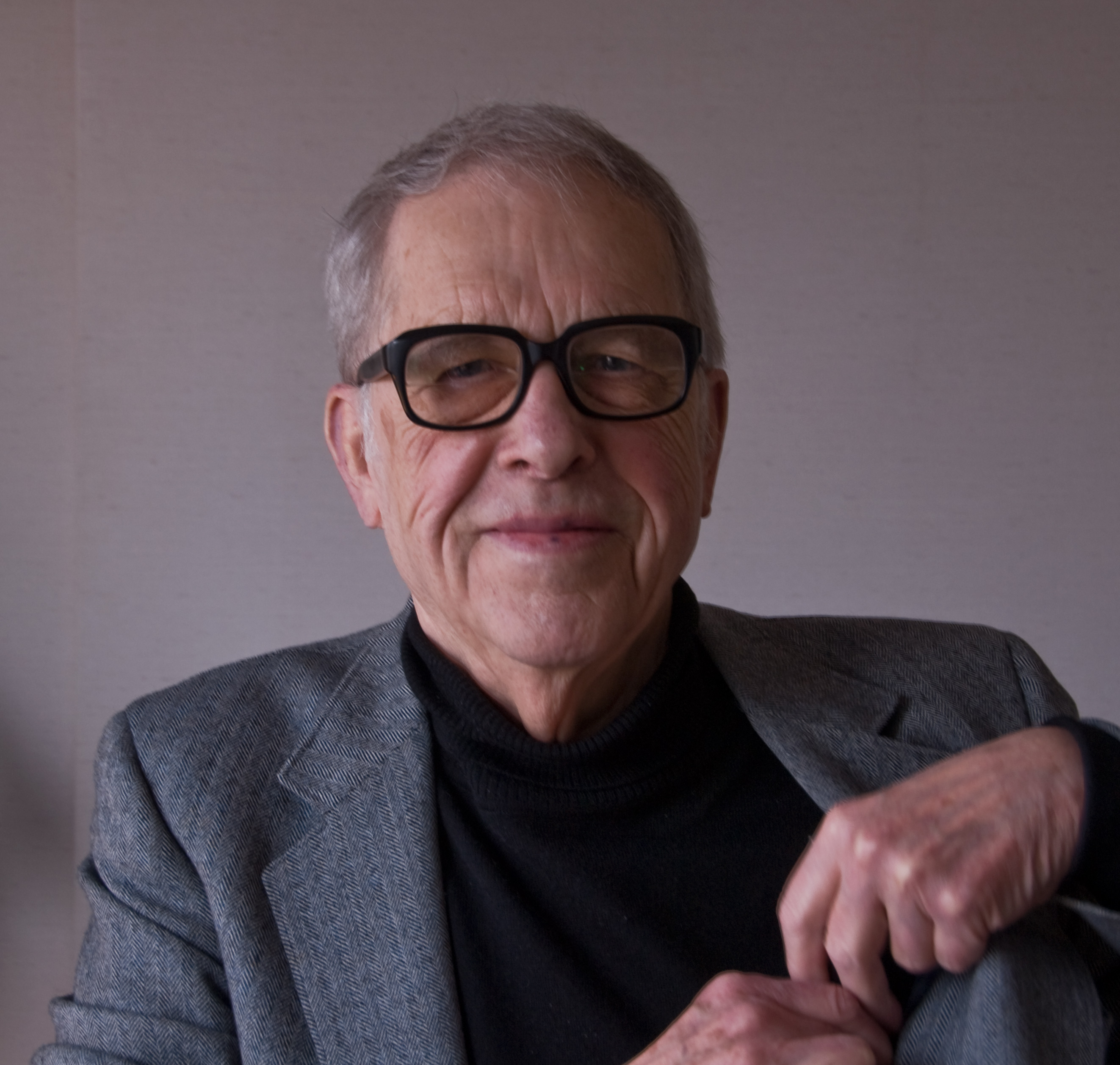
Donald Richie, ator estadunidense.

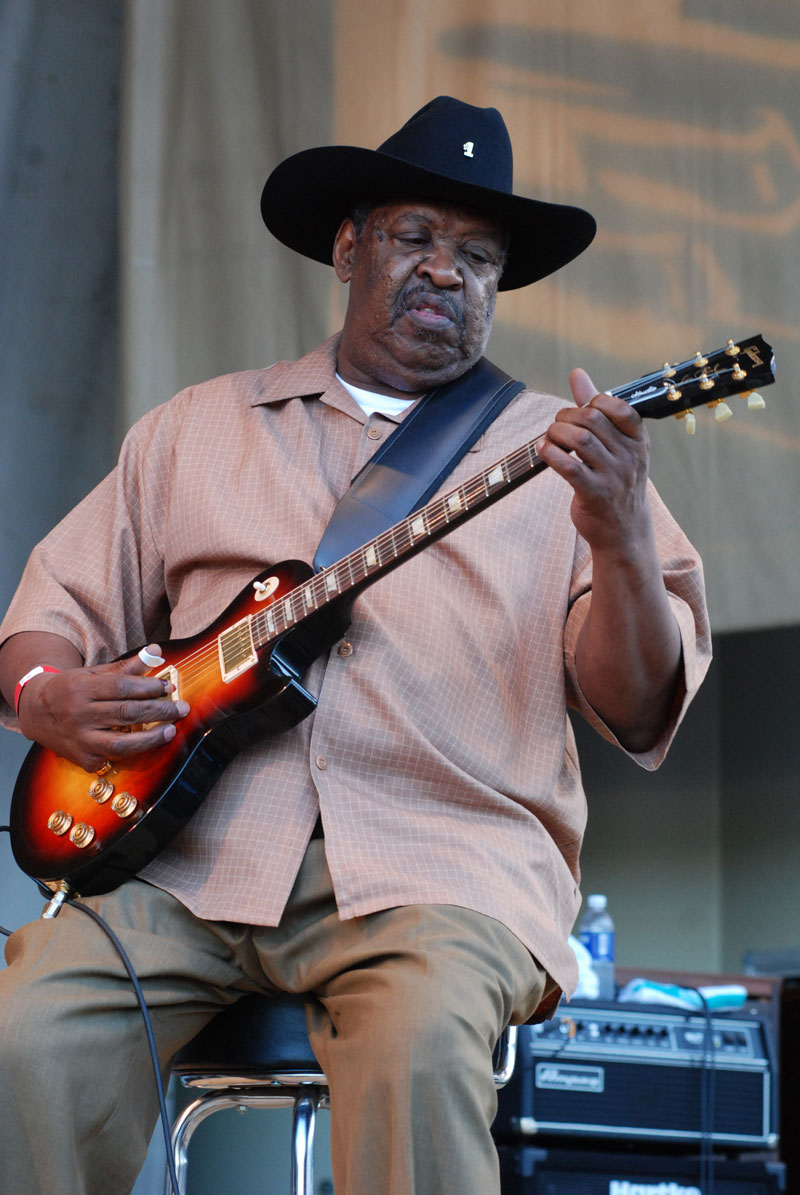
Magic Slim, cantor estadunidense.

| Dia | Nome                          | Profissão ou motivo de reconhecimento | País de nascimento    | Ano de nasc. | Ref                 |
| --- | ----------------------------- | ------------------------------------- | --------------------- | ------------ | ------------------- |
| 1   | Ed Koch                       | Político                              | Estados Unidos        | 1924         | [ 1 ]               |
| 2   | Lino Oviedo                   | Político e militar                    | Paraguai              | 1943         | [ 2 ]               |
| 2   | Chris Kyle                    | Militar                               | Estados Unidos        | 1974         | [ 3 ]               |
| 2   | John Kerr                     | Ator                                  | Estados Unidos        | 1931         | [ 4 ]               |
| 3   | Zlatko Papec                  | Futebolista                           | Croácia               | 1934         | [ 5 ]               |
| 3   | Árpád Miklós                  | Ator                                  | Hungria               | 1967         | [ 6 ]               |
| 3   | Jadin Bell                    | Adolescente que cometeu suicídio      | Estados Unidos        | 1997         | [ 7 ]               |
| 4   | Reg Presley                   | Músico                                | Reino Unido           | 1941         | [ 8 ]               |
| 9   | Domingos Paschoal Cegalla     | Gramático e escritor                  | Brasil                | 1920         | [ 9 ]               |
| 11  | Erik Cassel                   | Empresário e programador              | Estados Unidos        | 1967         |                     |
| 13  | Reeva Steenkamp               | Modelo                                | África do Sul         | 1983         | [ 10 ]              |
| 13  | Fernando Lyra                 | Político                              | Brasil                | 1938         | [ 11 ]              |
| 14  | Luis Cruzado                  | Futebolista                           | Peru                  | 1941         | [ 12 ]              |
| 15  | Sálvio de Figueiredo Teixeira | Ex-ministro do STJ                    | Brasil                | 1939         | [ 13 ]              |
| 15  | Thomas Lee Osborn             | Evangelista pentecostal               | Estados Unidos        | 1923         | [carece de fontes?] |
| 16  | Ennio Girolami                | Ator                                  | Itália                | 1935         | [ 14 ]              |
| 17  | Mindy McCready                | Cantora                               | Estados Unidos        | 1975         | [ 15 ]              |
| 18  | Jerry Buss                    | Empresário                            | Estados Unidos        | 1932         | [ 16 ]              |
| 19  | Park Chul-soo                 | Cineasta                              | Coreia do Sul         | 1948         | [ 17 ]              |
| 19  | Donald Richie                 | Crítico de cinema e escritor          | Estados Unidos/ Japão | 1924         | [ 18 ]              |
| 19  | Almir Gabriel                 | Político                              | Brasil                | 1932         | [ 19 ]              |
| 19  | Joaquín Cordero               | Ator                                  | México                | 1923         | [ 20 ]              |
| 19  | Cleotha Staples               | Cantora                               | Estados Unidos        | 1934         | [ 21 ]              |
| 20  | Antonio Roma                  | Futebolista                           | Argentina             | 1932         | [ 22 ]              |
| 21  | Mussa José Assis              | Jornalista                            | Brasil                | 1943         | [ 23 ]              |
| 21  | Hasse Jeppson                 | Futebolista                           | Suécia                | 1925         | [ 24 ]              |
| 21  | Magic Slim                    | Cantor e músico                       | Estados Unidos        | 1937         | [ 25 ]              |
| 21  | Aleksei German                | Cineasta                              | Rússia                | 1938         | [ 26 ]              |
| 24  | Dave Charlton                 | Automobilista                         | África do Sul         | 1936         | [ 27 ]              |
| 25  | Luiz Baccelli                 | Ator e dramaturgo                     | Brasil                | 1943         | [ 28 ]              |
| 26  | Celso de Almeida Afonso       | Médium                                | Brasil                | 1940         | [ 29 ]              |
| 26  | Stéphane Hessel               | Escritor e diplomata                  | França/ Alemanha      | 1917         | [ 30 ]              |
| 26  | Adolfo Zaldívar               | Político e jurista                    | Chile                 | 1943         | [ 31 ]              |
| 28  | Theo Bos                      | Futebolista e treinador               | Países Baixos         | 1965         | [ 32 ]              |